# Лейк-Монтіселло (Вірджинія)
Лейк-Монтіселло (англ. Lake Monticello) — переписна місцевість (CDP) в США, в окрузі Флуванна штату Вірджинія. Населення — 10 126 осіб (2020).

## Географія
Лейк-Монтіселло розташований за координатами 37°55′11″ пн. ш. 78°19′55″ зх. д. / 37.91972° пн. ш. 78.33194° зх. д. (37.919811, -78.331876).  За даними Бюро перепису населення США в 2010 році переписна місцевість мала площу 24,54 км², з яких 22,93 км² — суходіл та 1,62 км² — водойми.

## Демографія
Згідно з переписом 2010 року, у переписній місцевості мешкало 9920 осіб у 3880 домогосподарствах у складі 2993 родин. Густота населення становила 404 особи/км².  Було 4265 помешкань (174/км²).
Расовий склад населення:
| - 89,3 % — білих - 6,4 % — чорних або афроамериканців - 0,9 % — азіатів - 0,2 % — корінних американців - 0,1 % — вихідців з тихоокеанських островів |

До двох чи більше рас належало 2,5 %. Частка іспаномовних становила 3,2 % від усіх жителів.
За віковим діапазоном населення розподілялося таким чином: 25,4 % — особи молодші 18 років, 56,0 % — особи у віці 18—64 років, 18,6 % — особи у віці 65 років та старші. Медіана віку мешканця становила 40,6 року. На 100 осіб жіночої статі у переписній місцевості припадало 91,3 чоловіків;  на 100 жінок у віці від 18 років та старших — 87,9 чоловіків також старших 18 років.
Середній дохід на одне домашнє господарство  становив 78 459 доларів США (медіана — 72 144), а середній дохід на одну сім'ю — 91 224 долари (медіана — 81 436). Медіана доходів становила 51 563 долари для чоловіків та 47 844 долари для жінок. За межею бідності перебувало 1,4 % осіб, у тому числі 1,0 % дітей у віці до 18 років та 1,0 % осіб у віці 65 років та старших.
Цивільне працевлаштоване населення становило 4707 осіб. Основні галузі зайнятості: освіта, охорона здоров'я та соціальна допомога — 33,4 %, науковці, спеціалісти, менеджери — 17,1 %, роздрібна торгівля — 12,8 %.